# Kerria (насекомые)
Kerria (лат.) — род полужесткокрылых насекомых-кокцид из семейства Kerriidae.

## Распространение
Юго-Восточная Азия, Индия, Китай, Непал, Пакистан.

## Описание
Мелкие лаковые червецы (длина менее 5 мм). Питаются соками растений. Производят смолообразные или смолистые выделения, которые образуют плотный щиток над ними. Усики короткие, обычно одно- или двухчлениковые, реже трёх- или четырёхчлениковые; брахия длинная или короткая, брахиальная пластинка склеротизирована, без отчетливого концевого сужения. С более чем двумя парами скоплений перивульварных пор (обычно с 9-25 парами). У подрода Chamberliniella канеллярные поры присутствуют возле ротового аппарата (у номинативного подрода они отсутствуют). Род был впервые описан в 1884 году итальянским энтомологом Адольфо Тарджони-Тоццетти (1823—1902).
Подрод Kerria (Chamberliniella)
- Kerria destructor Talukder and Das, 2020[7]
- Kerria greeni (Chamberlin, 1923)
- Kerria javana (Chamberlin, 1925)
- Kerria manipurensis Ahmad & Ramamurthy, 2013[8]
- Kerria meridionalis (Chamberlin, 1923)
- Kerria rangoonensis (Chamberlin, 1925)

Подрод Kerria (Kerria)
- Kerria albizziae (Green, 1911)
- Kerria brancheata Varshney, 1966
- Kerria canalis Rajgopal, 2021[9]
- Kerria chamberlini Varshney, 1966
- Kerria chinensis (Mahdihassan, 1923)
- Kerria communis (Mahdihassan, 1923)
- Kerria dubeyi Ahmad & Ramamurthy, 2013[10]
- Kerria ebrachiata  (Chamberlin, 1923)
- Kerria fici (Green, 1903)
- Kerria indicola (Kapur, 1958)
- Kerria lacca (Kerr, 1782)typus
- Kerria maduraiensis Ahmad & Ramamurthy, 2013[8]
- Kerria mengdingensis Zhang, 1993[11]
- Kerria nagoliensis (Mahdihassan, 1923)
- Kerria nepalensis Varshney, 1977
- Kerria pennyae Ahmad & Ramamurthy, 2013[10]
- Kerria pusana  (Misra, 1930)
- Kerria ruralis (Wang, Yao, Teiu & Liang, 1982)
- Kerria sharda Mishra & Sushil, 2000[12]
- Kerria sindica (Mahdihassan, 1923)
- Kerria thrissurensis Ahmad & Ramamurthy, 2013[8]
- Kerria varshneyi Ahmad & Ramamurthy, 2013[10]
- Kerria yunnanensis Ou & Hong, 1990